# Brill (editorial)

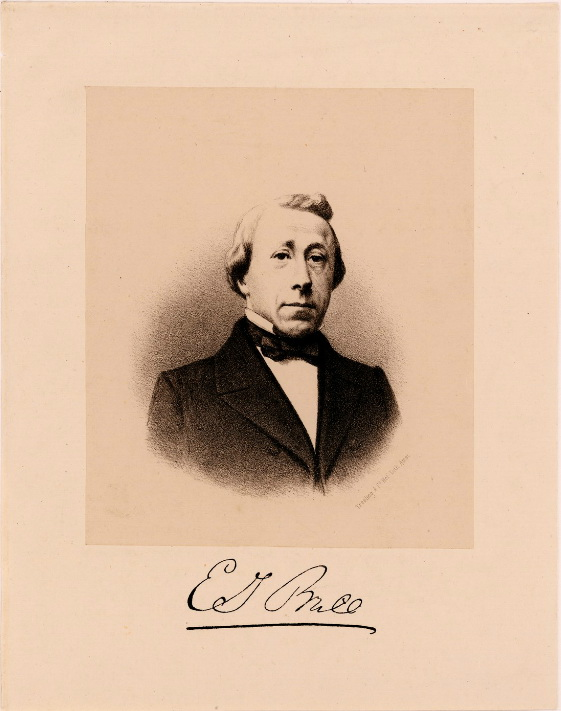
E. J. Brill (Col. Deutsches Buch- und Schriftmuseum Leipzig)

La editorial Brill, también conocida como E. J. Brill, Brill Academic Publishers o Koninklijke Brill (siendo este último nombre el original en neerlandés), es una editora académica internacional fundada en 1683 en Leiden, Países Bajos, con el nombre Luchtmans. Con sedes en Leiden y Boston (Estados Unidos), Brill publica actualmente más de cien revistas científicas y cerca de 600 nuevos libros y obras de referencia cada año. Además, Brill suministra a investigadores de ciencias sociales y humanas fuentes primarias online y en microfilme, bajo la marca IDC Publishers.

## Áreas de publicación
Brill publica en las siguientes áreas temáticas:
- Humanidades
  - Estudios africanos
  - Estudios Americanos
  - Estudios del Antiguo Oriente Próximo y Egipto
  - Arqueología, Arte y Arquitectura
  - Estudios asiáticos (sellos Hotei Publishing y Global Oriental)
  - Estudios clásicos
  - Educación
  - Estudios judíos
  - Literatura y estudios culturales (bajo el sello Brill–Rodopi )
  - Estudios de medios
  - Estudios islámicos y de Oriente Medio
  - Filosofía
  - Estudios religiosos
  - Estudios eslavos y euroasiáticos
- Leyes (bajo el sello Brill–Nijhoff )
  - Derechos humanos y derecho humanitario
  - Derecho internacional
  - Relaciones Internacionales
- Ciencias naturales
  - Biología
- Ciencias sociales
  - Antropología
  - Cartografía
  - Historia
  - Lengua y lingüística
  - Ciencia Política
  - Sociología
- Religión
  - Estudios bíblicos y cristianismo primitivo
  - Teología y cristianismo mundial